# Horváth József (színművész)
Horváth József (Zsédeny, 1924. február 11. – Budapest, 2004. augusztus 26.) Kossuth-díjas magyar színész. A Budapesti Katona József Színház örökös tagja, az Ólomkatona-díj első kitüntetettje.

## Életpályája
Későn, harmincegy éves korában végzett a Színház- és Filmművészeti Főiskolán. Azonnal a Nemzeti Színház szerződtette. Huszonhét „nemzetis” év után örömmel fogadta el az önálló társulatot alapítók invitálását. Több mint két évtizeden át volt a teátrum alázatos, kiváló alakításokat nyújtó tagja. Szerepet kapott Csehov: A manó című darabjában, amely a társulat nyitó előadása volt. A színház mellett számos nagy sikerű magyar filmnek is szereplője.

## Alakításai

### Színház
A Színházi adattárban regisztrált bemutatóinak száma: 125. Ugyanitt ötvenhat színházi fotón is látható.
A Nemzeti Színházban
- Katona József: Bánk bán (Tiborc)
- Vörösmarty: Csongor és Tünde (Kurrah)
- Móricz Zsigmond: Úri muri (Csörgheő Csuli)
- Bulgakov: Iván, a rettentő (Spak)
- Ibsen: A nép ellensége (Aslaksen)
- Gorkij: Éjjeli menedékhely (Kosztiljov)
- Wesker: A konyha (Max)

A Katona József színházban
- Csehov
  - A manó (Orlovszkij)
  - Három nővér (Csebutikin)
  - Platonov (Jakov)
- Dumas-Várady Szabolcs: A három testőr (Bonacieux)
- Shakespeare
  - Ahogy tetszik (Corinnus)
  - Coriolanus
  - Hamlet (1. sírásó)
  - Szentivánéji álom (Lavór András)
- Spiró György: Az imposztor (kellékes)
- Molière:
  - Tudós nők (Chrysale)
  - A mizantróp (Du Bois)
- Bulgakov: Menekülés (Az állomásfőnök)
- Alfred Jarry: Übü király (Lecsinszky)
- Füst Milán: Catullus (egy hajós)
- Gogol: A revizor (Oszip)
- Canetti: Esküvő (Franz Josef Kokosch)
- Brecht: Turandot (hóhér)
- Goldoni: Az új lakás (Squaldo)
- Kárpáti Péter: Akárki (Tódor)
- Parti Nagy Lajos: Mauzóleum (Paparuska Károly)
- Kleist: Eltört korsó (Tuskó Vitus)
- Kiss Csaba: Kisvárosi Lady Macbeth (Borisz Izmajlov)
- Caragiale: Az elveszett levél (Agamemnon Dandanache)
- Peter Handke: Az óra, amikor semmit nem tudunk egymásról

### Film
- 1954 Simon Menyhért születése
- 1955 Egy pikoló világos
- 1957 Külvárosi legenda
- 1959
  - Álmatlan évek
  - Kölyök
  - Dúvad
- 1961
  - Alba Regia
  - Amíg holnap lesz
  - Az ígéret földje
  - Felmegyek a miniszterhez
  - Katonazene
  - Két félidő a pokolban
  - Áprilisi riadó
- 1962 Fagyosszentek
- 1963
  - Egy ember, aki nincs
  - Mindennap élünk
  - Sodrásban
  - Hattyúdal
- 1964
  - Sodrásban
  - A pénzcsináló
  - Ha egyszer húsz év múlva
  - Igen
  - Déltől hajnalig
  - Mit csinált felséged 3-tól 5-ig?
  - Rab Ráby
  - Vízivárosi nyár
- 1965
  - A kőszívű ember fiai I–II.
  - Húsz óra
  - Az orvos halála
  - Szegénylegények
- 1966
  - Minden kezdet nehéz I–II. rendhagyó magyar film
  - Változó felhőzet
  - Távolsági történet
- 1967
  - Az özvegy és a százados
  - Egy szerelem három éjszakája
  - Jaguár
  - Keresztelő
  - Szevasz, Vera
- 1968
  - A beszélő köntös
  - A holtak visszajárnak
  - Egri csillagok I–II.
  - Hazai pálya
- 1969
  - A tanú
  - Virágvasárnap
  - Pokolrév
  - Történelmi magánügyek
- 1970 Szemtől szembe
- 1972 Harminckét nevem volt
- 1973
  - Csínom Palkó
  - Kakuk Marci
- 1975
  - Az idők kezdetén
  - Ereszd el a szakállamat!
  - Két pont közt a legrövidebb görbe
  - Tűzgömbök
- 1977 Magyarok
- 1980
  - Kojak Budapesten
  - Színes tintákról álmodom
- 1982 Visszaesők
- 1985 Idő van
- 1987 Isten veletek, barátaim
- 1989 A legényanya
- 1992 Hoppá

### Televízió
- 1964
  - Váltás
- 1965
  - Kristóf, a magánzó
  - Pirostövű nád
- 1966
  - Princ, a katona
  - Kakuk Marci nagy szerencséje
- 1967
  - A koppányi aga testamentuma
- 1971
  - A gyáva
- 1974
  - A labda
  - Fürdés
- 1975
  - Holt vágány
  - Mézeshetek
- 1976 
  - Méla tempeföi
  - Kántor
- 1977
  - Süsü a sárkány (szinkronhang)
  - Fogságom naplója
  - Megtörtént bűnügyek A kiskirály című rész
- 1978
  - Látástól vakulásig...
- 1980 Brutus
- 1984 Különös házasság
- 1985 Villanyvonat
- 1987 Zsarumeló
- 1989 Csere Rudi
- 1990 Nem érsz a halálodig
- 1992 Kutyakomédiák
- 1993 
  - Rizikó
  - Rádióaktív BUÉK!
- 1995 Patika
- 1996 Szappanbuborék
- 1997
  - Pannon töredék
  - Sok hűhó Emmiért
- 1998 Kisváros

## Rádiójáték
- Shakespeare, William: Rómeó és Júlia (1961)
- Bojki János: Az ékesen szóló paraszt története (1962)
- Anton Pavlovics Csehov: A levél (1966)
- Szabó Magda: A rab (1966)
- Vészi Endre: A konzervmester vasárnapja (1971)
- Illyés Gyula: Fáklyaláng (1972)
- Jules Verne: Várkastély a Kárpátokban (1973)
- Vészi Endre: Bukósisak (1973)
- Csetényi Anikó: Sok beszédnek sok az alja (1974)
- Victor Hugo: 1793 (1974)
- Lev Tolsztoj: "Emlékezz Arzamaszra!" (1976)
- Naughton, Bill: Késő éjjel a Watling Streeten (1977)
- Aghajan, Kazarosz: Anahit (1978)
- Boldizsár Iván: Csizma és szalonna (1978)
- Chaucer, Geoffrey: Canterbury mesék (1979)
- E.T.A. Hoffmann: Az arany virágcserép (1982)
- A JÁTSZÓ EMBER - Megy a kosár, avagy a népi játékok kincsesházából (1982)
- Kolozsvári Grandpierre Emil: A törökfejes kopja (1982)
- Füst Milán: Őszi vadászat (1983)[6][7][8]
- Móricz Zsigmond: Murányi kaland (1985)
- Hardy, Thomas: A weydoni asszonyvásár (1985)
- Fazil Iszkander: A páncélszekrény titka (1986)
- William Butler Yeats: A színészkirálynő (1987)
- Weöres Sándor: Szent György és a sárkány (1990)
- Alekszandr Szolzsenyicin: A tankok igazsága (1993)
- Ladislav Fuks: Boldogultak bálja (1993)
- Ambrus Zoltán: Giroflé és Girofla (1995)
- Móricz Zsigmond: Ház az erdőben (1995)
- Rudyard Kipling: A fehér fóka (1995)
- Spiró György: Vak Béla király (1995)
- Szőcs Géza: Ezredvégi történet (1995)
- Závada Pál: A hercegnő vére (1996)
- Jaroslav Hasek: Svejk, egy derék katona kalandjai a világháborúban (1997)

## Elismerései
- Farkas–Ratkó-díj (1963)
- Jászai Mari-díj (1961, 1975)
- Érdemes művész (1979)
- Kiváló művész (1984)
- Kossuth-díj (1992)
- Aase-díj (1989)
- A Magyar Köztársasági Érdemrend középkeresztje (2002)

## Hitvallás
| „ | „Én nem vagyok főszerephajhász színész. Azt a szerepet szeretem, amihez én kellek. Amibe életet tehetek az én életemből, hogy őszinte lehessen a játék és elhiggyék nekem, amit csinálok. A legfontosabb azonban az előadás! Egy jó színháznál a kis szerepeket is jó színészek játsszák. S a legkisebb szerepet is úgy kell megcsinálni, mintha aznap főszerepet alakítana az ember. Azt hiszem, ez hozzátartozik a színész etikájához. Ez kötelező. Úgy kell játszani, hogy a néző – beülvén a nézőtérre – elfelejtse a bajait, hogy mit nem tudott megvenni, hogy ellökték a villamoson, hogy ráléptek a lábára, hogy nem jött a taxi – neki is az előadás legyen fontos, amíg ott van. Ha tetszik neki, tapsoljon, ha elsírja magát – nem baj! Az is kell az élethez: kell egy kis könny hozzá. Én a színházra tettem fel – ha egy kicsit későn is – az életemet. Nekem ez a hitem.” | ” |
|   | |   |

## Emlékezők
Juhász Dósa János
„Kevés epizódszereplőt őriz meg az emlékezet, de Makláry Zoltán, Siménfalvy Sándor, Gyenge Árpád, Kőmíves Sándor nevére és alakjára sokáig emlékezni fogunk. Ehhez a csapathoz tartozott Horváth József is. Egyik utolsó szerepében ő ássa ki Yorick koponyáját a fagyos helsingöri földből. Azóta elment a dán királyfi, Ternyák Zoltán is. Fogyunk Dániában, fogyunk itt is.”